# Lindanor Celina
Lindanor Celina Coelho de Miranda Casha, née le 21 octobre 1917 à  Castanhal (Pará), morte le 4 mars 2003 à Clamart, était une écrivaine brésilienne. Son livre le plus connu est Menina que vem de Itaiara (1963).

## Œuvres publiées
- Afonso contínuo, santo de altar
- Breve sempre
- Crônicas intemporais
- Diário da ilha: crônicas
- Eram seis assinalados
- Estradas do tempo-foi
- Menina que vem de Itaiara